# Kaarlo Tuomi
Kaarlo Rudolph Tuomi (ur. 1916, zm. 1995) – agent wywiadu.

## Życiorys
Urodził się na farmie w Ishpeming w Michigan w USA, w rodzinie fińskich emigrantów. Od dzieciństwa poddawany przez ojczyma indoktrynacji komunistycznej. W 1933 w wieku 16 lat z całą rodziną przeniósł się do ZSRR. Ojczym został rozstrzelany w czasach "wielkiego terroru", matka umarła z głodu. Pracował w Karelli jako drwal przy wyrębie tajgi.
W 1939 wstąpił do Armii Czerwonej. Walczył w czasie II wojny światowej w piechocie. Został zwolniony z wojska w 1946. Zamieszkał w Kirowie, gdzie ożenił się. Uczył języka angielskiego.
Podstępem zwerbowany do MGB, został zmuszony do szpiegowania kolegów. Przeniósł się do Moskwy, gdzie intensywnie przygotowywał się do roli szpiega w USA – "nielegała". Pomyślnie przeszedł kurs i z fałszywym paszportem na nazwisko Robert White i "legendą" został wysłany na Zachód.
Zdekonspirowany przez generała Dimitrija Polakowa, pozostał pod stałą obserwacją FBI. W grudniu 1958 wylądował w Montrealu. W USA został zdemaskowany i namawiany do przejścia na "drugą stronę". Wkrótce zgodził się i został podwójnym agentem dostarczającym Rosjanom fałszywych informacji wywiadowczych. Zdemaskował agentów i kanały przerzutowe Rosjan. Później przyjął pracę u Tiffaniego w porcie w Nowym Jorku.
Wezwany do ZSRR po aferze Olega Pieńkowskiego całkowicie zerwał kontakt z GRU. Pod przybranym nazwiskiem zamieszkał w USA. W Rosji pozostawił żonę i troje dzieci.